# Havelbus
Die Havelbus Verkehrsgesellschaft mbH (HVG) ist ein kommunales Verkehrsunternehmen im Land Brandenburg mit Sitz in Nauen. Die Gesellschaft befindet sich im vollständigen Eigentum des Landkreises Havelland und ist Mitglied im Verkehrsverbund Berlin-Brandenburg (VBB).

## Geschichte

Historisches Logo der Havelbus Verkehrsgesellschaft mbH bis 2016

Die Havelbus Verkehrsgesellschaft mbH wurde am 1. Juli 1992 gegründet, als der Regionalbusverkehr aus den ViP ausgegliedert wurde.
Im Jahr 2012 feierte die Gesellschaft ihr 20-jähriges Jubiläum und überraschte ihre Fahrgäste immer wieder mit kleinen Geschenken.
Am 24. Juni 2021 wurde der erweiterte Betriebshof Falkensee mit Kundenbüro eröffnet. Die Erweiterung bietet Platz für weitere 18 Fahrzeuge der Havelbus Verkehrsgesellschaft mbH.
Zeitweise war Havelbus das größte Verkehrsunternehmen in Brandenburg. Zum 1. Januar 2015 wurde das Unternehmen, das zu dieser Zeit den Landkreisen Havelland und Potsdam-Mittelmark gehörte, aufgeteilt. Es entstanden die heutige Havelbus mit Sitz in Nauen, die den Busverkehr zwischen Rathenow, Nauen und Falkensee weiterführt. In Potsdam-Mittelmark übernahm die Beelitzer Verkehrs- und Servicegesellschaft mbH den Busverkehr, die zum 1. Januar 2017 wiederum mit der Verkehrsgesellschaft Belzig fusionieren und sich zur regiobus Potsdam Mittelmark GmbH formieren sollte. Der Landkreis Havelland erhielt im Zuge dieser Teilung 58 %, der Landkreis Potsdam-Mittelmark 42 % des Betriebsvermögens der „alten“ Havelbus zugesprochen.

## Fahrzeuge
Havelbus führte 2006 als erste brandenburgische Verkehrsgesellschaft die Busse des polnischen Herstellers Solaris ein; diese gehören seit der Teilung zum 1. Januar 2015 der regiobus Potsdam Mittelmark GmbH.
Insgesamt besitzt Havelbus 110 moderne und überwiegend barrierefreie Fahrzeuge.
Seit 2000 werden nur noch Fahrzeuge mit Klimaanlage beschafft.
Von 2010 bis Mitte 2014 war in den Bussen der Ticketkauf mit der EC-Karte möglich. Dieser musste aufgrund der Umstellung zum SEPA-Verfahren eingestellt werden. Seit 2020 ist im Zusammenhang mit der COVID-19-Pandemie wieder die (kontaktlose) Zahlung mit giro-, Debit- oder Kreditkarte möglich.
2024 erhielt Havelbus erstmals Elektrobusse. Diese stammen vom Hersteller BYD. Insgesamt wurden 10 Fahrzeuge (vier Solo- und sechs Gelenkbusse) eingeflottet. Weitere 20 Fahrzeuge sollen bis 2026 folgen.

## Buslinien

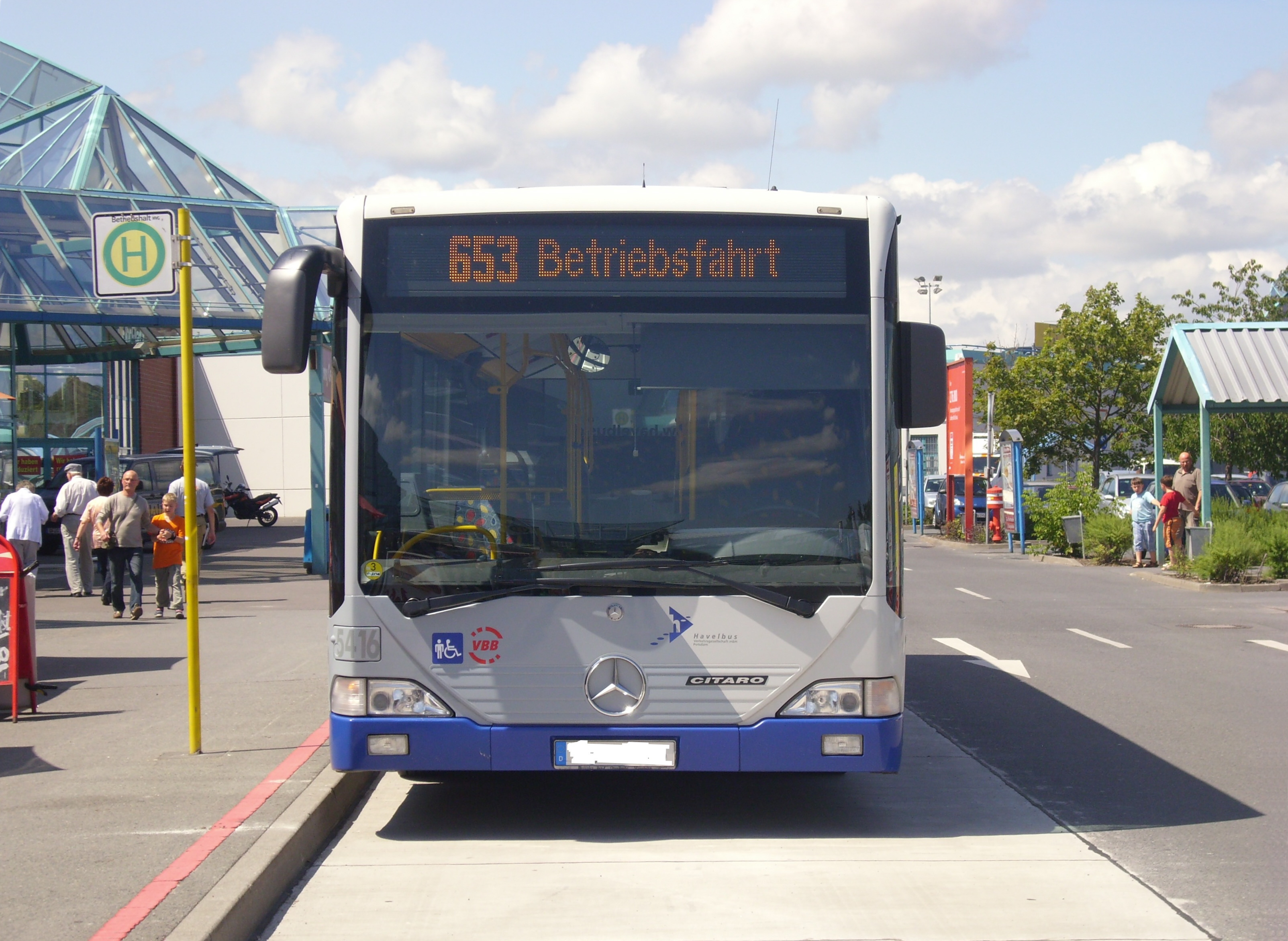
Bus am Havelpark Dallgow

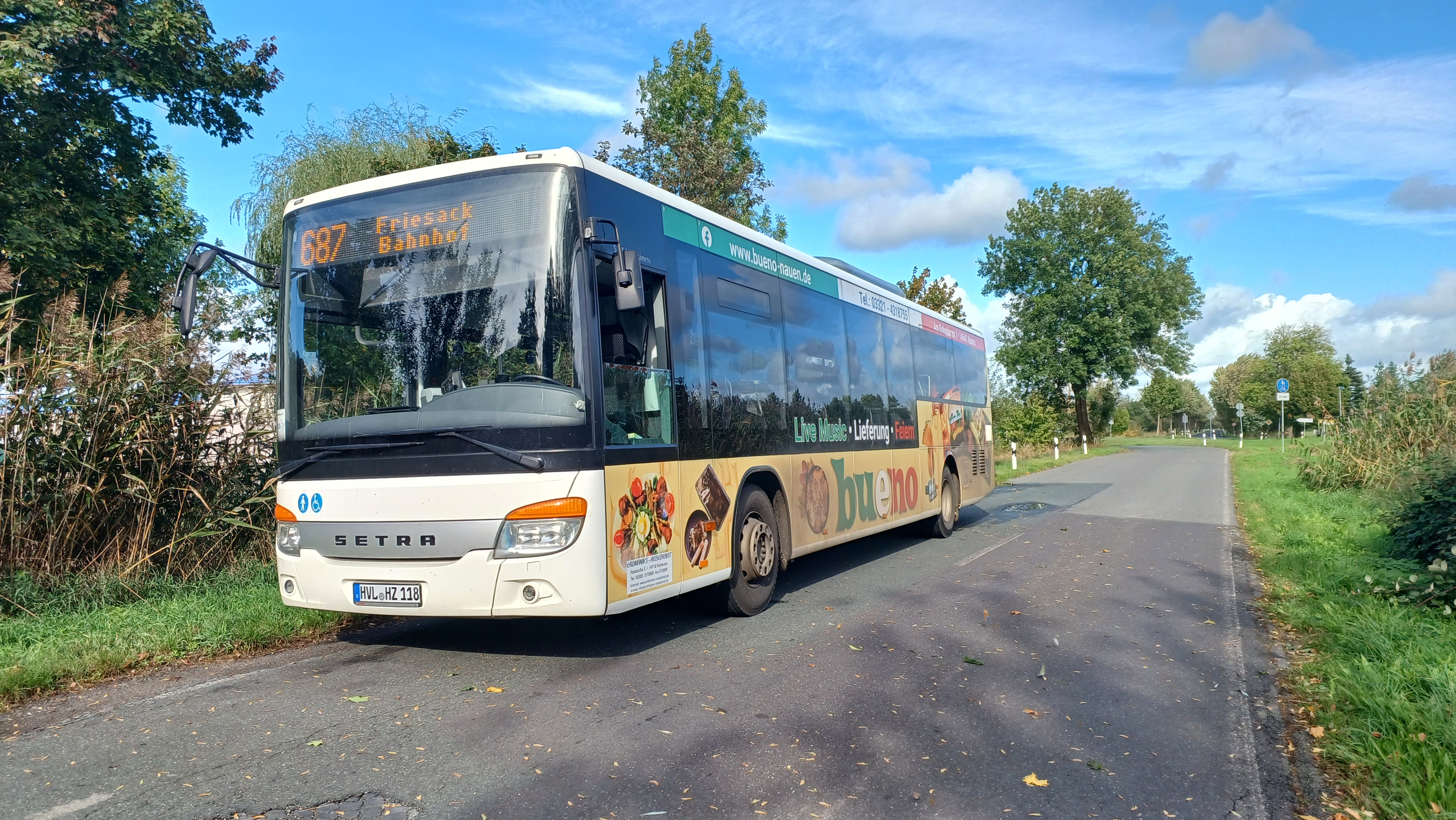
Ein Bus des Subunternehmers Erdmann's Reisedienst

Die HVG befördert auf 44 Linien jährlich etwa 7,2 Mio. Fahrgäste. Es werden über 24.742 Schüler und Azubis pro Schultag befördert.
Übersicht der Tageslinien:
- 338: Seeburg – Berlin
- 604: Falkensee – Potsdam
- 614: Gutenpaaren – Potsdam
- 642: Wustermark – Ketzin (-Gutpaaren)
- 649: Wustermark – Brieselang
- 650: Potsdam – Nauen
- 651: Falkensee – Schönwalde
- 652: Falkensee – Falkenhöh – Seegefeld – Falkensee
- 653: Falkensee – Dallgow-Döberitz
- 654: Falkensee – Finkenkrug West (ehem. Rügener Straße)
- 655: Falkensee – Dallgow-Döberitz
- 656: Falkensee – Brieselang
- 657: Bürgerbus Brieselang
- 658: Nauen – Paretz
- 659: Nauen – Paaren im Glien
- 660: Nauen – Päwesin
- 661: Nauen – Friesack
- 662: Elstal – Priort
- 663: (PlusBus) Nauen – Wustermark –  Dallgow-Döberitz[6]
- 664: Nauen – Königshorst
- 665: Friesack – Zootzen
- 666: StadtBus Nauen
- 667: Nauen – Brieselang (– Berlin S+U Rathaus Spandau)
- 669: Friesack – Paulinenaue
- 671: Paaren im Glien – Berlin S+U Rathaus Spandau
- 672: Rathenow – Steckelsdorf (– Böhne)
- 673: Rathenow – Göttlin – Grütz
- 674 Nord: Rathenow Bhf – Rathenow, Waldesruh (- Semlin) – Rathenow Bhf
- 674 Süd: Rathenow – Rathenow, Stadtgut
- 675: Rathenow – Premnitz – Gapel (Schulverkehr)
- 676: Rathenow – Premnitz – Gapel
- 677: Premnitz – Milow – Bahnitz
- 678: Rathenow – Milow – Bahnitz
- 679: Rathenow – Großwudicke (– Schollene) – Vieritz (- Milow)
- 680: Rathenow – Nennhausen – Retzow – Nauen
- 681: Rathenow – Nennhausen – Mützlitz – Rathenow
- 682: Nennhausen – Barnewitz (Kieck) – Nennhausen
- 683: Rathenow – Stechow – Ferchesar – Friesack
- 684: Rathenow – Rhinow – Großderschau – Neustadt/Dosse
- 685: Rathenow – Semlin – Hohennauen
- 687: Rathenow – Rhinow – Friesack
- 688: Rhinow – Strodehne
- 689: Rhinow – Großderschau – Altgarz – Rhinow

Angabe „Potsdam“ = Haltestelle "S DB Potsdam Hauptbahnhof"